# Polyp (zoologi)
Den här artikeln handlar om polyper inom zoologi. Det medicinska tillståndet behandlas i polyper.

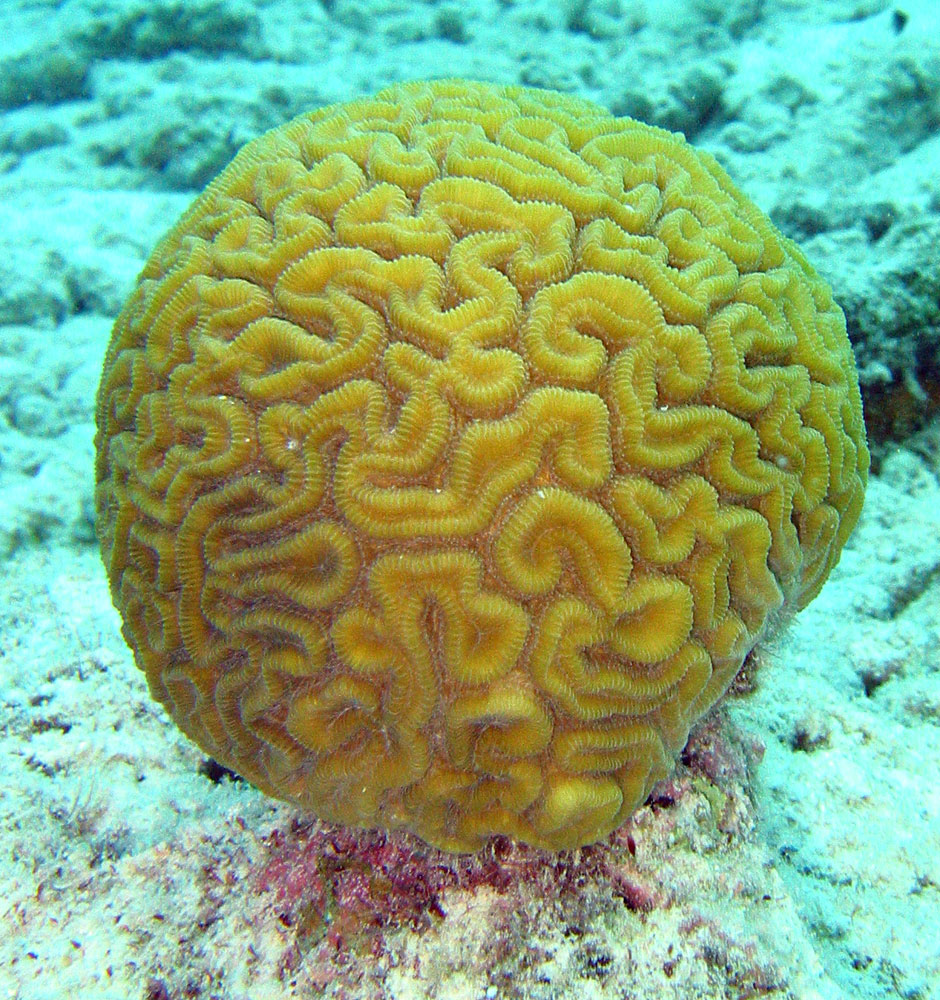
Hjärnkorall hör till koralldjuren där individerna alltid är polyper.
Bild: Jan Derk, Bonaire, 2005. (PD)

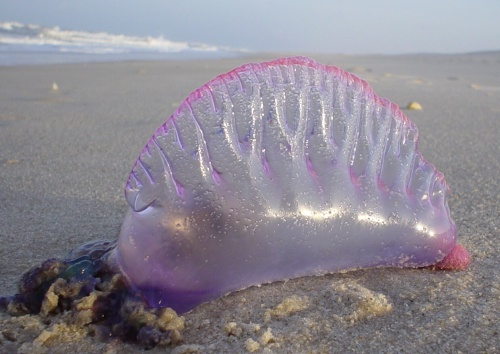
Blåsmanet hör till de hydrozoer som består av en koloni av polyper.
Bild: Frank Krämer, Maranhão, 2003. (PD).

Polyp är en zoologisk term som avser en av de former av individer som förekommer hos många arter nässeldjur.
I klassen koralldjur (anthorozoa), till exempel anemoner (actiniaria), utgörs individerna alltid av polyper, medan de i klassen hydrozoer (hydrozoa), till exempel blåsmanet (physalia physalis), kan vara antingen av medusor eller polyper.
Polypens mycket enkla uppbyggnad skvallrar om att det rör sig om ett så kallat levande fossil, en livsform som inte förändrats nämnvärt under de 500 miljoner åren som gått sedan kambrium.
Namnet "polyp" kommer av franskans poulpe, "bläckfisk" eftersom man tyckte att dessa organismer liknade dessa djur.

## Anatomi
Anatomiskt består en polyp av en kropp, en fot och en krona av tentakler som omger munnen. Olika former av porer förekommer hos vissa arter.

### Kroppen

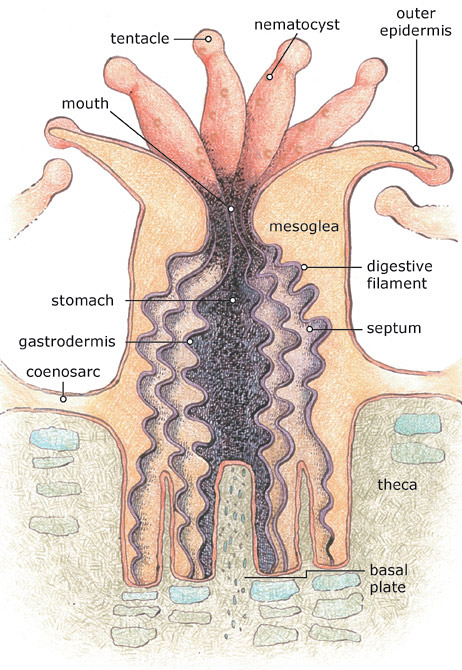
Polypens anatomi.
Illustration: NOAA. (PD)

Polypens cylinderformade kropp liknar en säck vars väggar består av två lager epitelceller, ett yttre ektoderm och ett inre endoderm (ibland kallat gastroderm). Mellan dessa lager finns ett strukturlöst stödjande lager som består av en gelatinös substans, mesogloea, som utsöndras av cellerna. Detta lager kan både vara ytterst tunt men är ibland mycket tjockt och kan då innehålla skelettliknande delar som byggts upp av celler från ektodermet.
Kroppens form varierar kraftigt hos olika polyper: Den kan vara lång och likna en kolumn eller så kort att den snarare liknar en skiva.

### Tentakler
Den ena änden fäster vanligen vid ett underlag medan det i den andra änden finns en mun omgiven av fingerliknande tentakler som både fungerar som känselorgan och fångstorgan. Tentaklerna känner av när ett byte närmar sig, fångar bytet och paralyserar det med de nässelceller som täcker tentaklerna. Med avlånga fibriller som bildas av cellerna i ekodermet dras tentaklerna in och för bytet till munnen. Andra fibriller som bildats av endodermet ligger i en cirkel skjuter sedan ut tentaklerna igen. Med hjälp av fibriller av båda typerna kan hela kroppen dras ihop och sträckas ut.
Tentaklernas antal kan varierar från flera hundra till bara några enstaka, hos vissa polyper är de reducerade till endast en eller två. De kan vara långa och filamentösa eller korta och likna knoppar eller vårtor. Tentaklerna kan också var rikt förgrenade eller enkla och sammanhållna.

### Munnen
Den del där munnen sitter, kallat peristom, är vanligen polypens enda öppning men exkretoriska porer kan förekomma i foten eller i tentaklernas spetsar.
Munnen kan ligga i nivå med peristomet eller skjuta ut likt en trumpet.

### Inre uppbyggnad
Invändigt hör polyperna till en av två kategorier som är karaktäriserande för de två klasserna hydrozoer och koralldjur. Hos hydrozoer, till exempel de sötvattenlevande hydror (hydra), är polyperna mycket enkla. Hos koralldjuren har polyperna en betydligt komplexare uppbyggnad. Från munöppningen leder en rörformad stomodeum med tarmkäx eller krös längs väggarna som kan sträcka sig upp mot munöppningen.

## Reproduktion

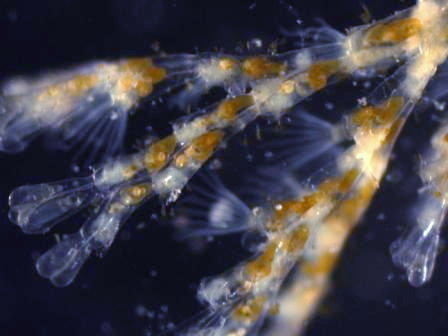
Kolonibildande hydrozoer.
Bild: Tims. (PD)

Nästan alla polyper kan reproducera sig asexuellt genom okulering. När detta är den enda reproduktionsmetoden saknar polyper sexualorgan. Sexuell fortplantning förekommer också, liksom kombinationer. Avknoppningarna är ofta sammanväxta med sin förälder så att stora kolonier med många individer bildas. Genom små variationer i reproduktionsmetoden kan stora variationer förekomma inom en koloni. Korallrevsbyggande koralldjur är till exempel kolonibildande polyper med skelettförstärkningar.